# عبد القادر زوخ (لاعب كرة قدم)
عبد القادر مصطفى زوخ لاعب كرة قدم قطري، ولد في (24 يناير 2002) ، يلعب لصالح نادي مسيمير.

## مسيرة اللاعب
لعب في نادي الوكرة ونادي لوسيل ونادي مسيمير.